# Molly Renshaw
Molly Renshaw (Mansfield, 6 maggio 1996) è un'ex nuotatrice britannica.

## Carriera
Renshaw è stata vicecampionessa europea nei 200m rana ai campionati di Berlino 2014, dietro la danese Rikke Møller Pedersen. 
Ha fatto parte della squadra britannica vincitrice della medaglia d'oro nella staffetta 4x100m misti agli Europei di Londra 2016, e poi ha partecipato alle Olimpiadi di Rio de Janeiro 2016 piazzandosi al sesto posto nella finale dei 200m rana, mentre non è riuscita a superare le batterie dei 100m rana.
Ai Mondiali in vasca corta di Windsor 2016 si è laureata campionessa superando per un centesimo di secondo, col tempo 2'18"51, la canadese Kelsey Wog; ha completato il podio, al terzo posto, l'altra britannica Chloé Tutton (2'18"83).

## Palmarès
- Mondiali in vasca corta

Windsor 2016: oro nei 200m rana.
Abu Dhabi 2021: bronzo nei 200m rana.
- Europei

Berlino 2014: argento nei 200m rana.
Londra 2016: oro nella 4x100m misti.
Glasgow 2018: bronzo nei 200m rana.
Budapest 2020: oro nei 200m rana e nella 4x100m misti.
- Europei in vasca corta

Glasgow 2019: argento nei 200m rana.
- Giochi del Commonwealth

Glasgow 2014: argento nella 4x100m misti, bronzo nei 200m rana.
Gold Coast 2018: argento nei 200m rana.
Birmingham 2022: bronzo nella 4x100m misti.
- Europei giovanili

Belgrado 2011: bronzo nei 200m rana.
Anversa 2012: oro nei 200m rana.

## International Swimming League
| Stagione 2020 | Stagione 2021 |
| ------------- | ------------- |
| NY Breakers   | NY Breakers   |